# Eupithecia sporobola
Eupithecia sporobola är en fjärilsart som beskrevs av Claude Herbulot 1988. Eupithecia sporobola ingår i släktet Eupithecia och familjen mätare. Inga underarter finns listade i Catalogue of Life.